# 锡兹-博洛宗高架桥
锡兹-博洛宗高架桥（法語：Viaduc de Cize-Bolozon）是位于法国安省境内，跨越安河连接锡兹和博洛宗地区的一座铁路、公路两用高架桥。
该桥始建成于1875年，但毁于二战 战后作为连通巴黎的重要工程项目得以重建。1950年5月复建通车。
该桥通过上下两层分别承载铁路和公路运输：
曾属于布雷斯地区布尔格－贝勒加德铁路的上层铁路部分2005年进入加固重修期。 2010年12月作为巴黎到日内瓦国际线路的一部分重开。 
下层部分则是连接蓬桑到图瓦雷特的公路部分。